# Ulf Timmermann
Ulf Béla Timmermann (ur. 1 listopada 1962 w Berlinie Wschodnim) – niemiecki lekkoatleta, specjalista pchnięcia kulą, mistrz olimpijski z Seulu.

## Kariera

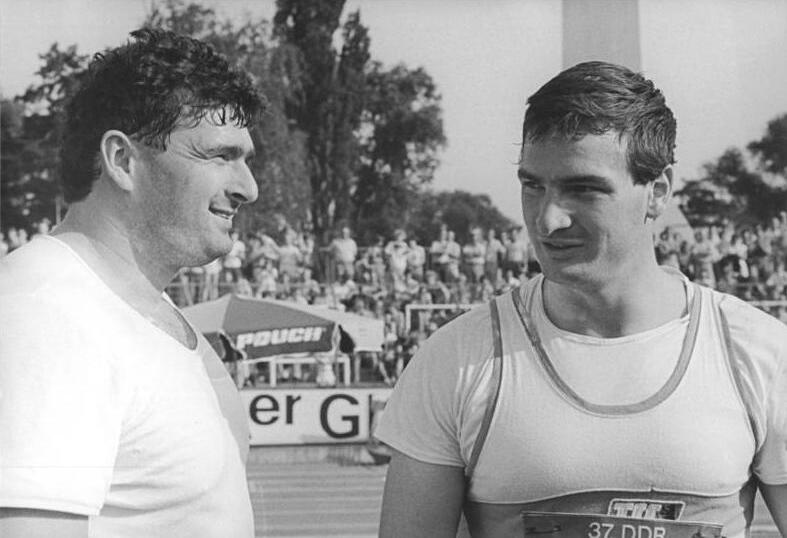
Udo Beyer (z lewej) i Ulf Timmermann

Największe sukcesy odnosił startując w barwach NRD. Rozpoczął karierę zdobywając srebrny medal na mistrzostwach świata w 1983 w Helsinkach (za Edwardem Sarulem). Na halowych mistrzostwach Europy w 1985 w Pireusie zajął 2. miejsce (za Remigiusem Machurą z Czechosłowacji). 25 września 1985 ustanowił rekord świata wynikiem 22,62 m odbierając go koledze z reprezentacji Udo Beyerowi (Beyer odzyskał rekord 20 sierpnia 1986).
Został srebrnym medalistą mistrzostw Europy w 1986 w Stuttgarcie za Szwajcarem Wernerem Günthörem. Na halowych mistrzostwach Europy w 1987 w Liévin zdobył złoty medal. Powtórzył to osiągnięcie na halowych mistrzostwach świata w 1987 w Indianapolis. Na mistrzostwach świata w 1987 w Rzymie zajął 5. miejsce.
22 maja 1988 w Chanii jako pierwszy człowiek pchnął kulę na odległość ponad 23 metry uzyskując 23,06 m (do tej pory jest to czwarty wynik w historii oraz rekord Europy). Na igrzyskach olimpijskich w 1988 w Seulu był chorążym reprezentacji NRD. W konkursie pchnięcia kulą zwyciężył wynikiem 22,47 m ustanawiając rekord olimpijski.
Zwyciężył w 1989 na halowych mistrzostwach Europy w Hadze oraz halowych mistrzostwach świata w Budapeszcie. Na halowych mistrzostwach Europy w 1990 w Glasgow zajął 2. miejsce (za Austriakiem Klausem Bodenmüllerem). Został złotym medalistą mistrzostw Europy w 1990 w Splicie. Na igrzyskach olimpijskich w 1992 w Barcelonie, startując już w barwach zjednoczonych Niemiec, zajął 5. miejsce. Wkrótce potem zakończył karierę.
Był mistrzem NRD w latach 1988-1990, a w hali w 1983 oraz w latach 1985-1990. W 1992 był mistrzem Niemiec na otwartym stadionie.